# مرکز فرهنگی کلانشهر

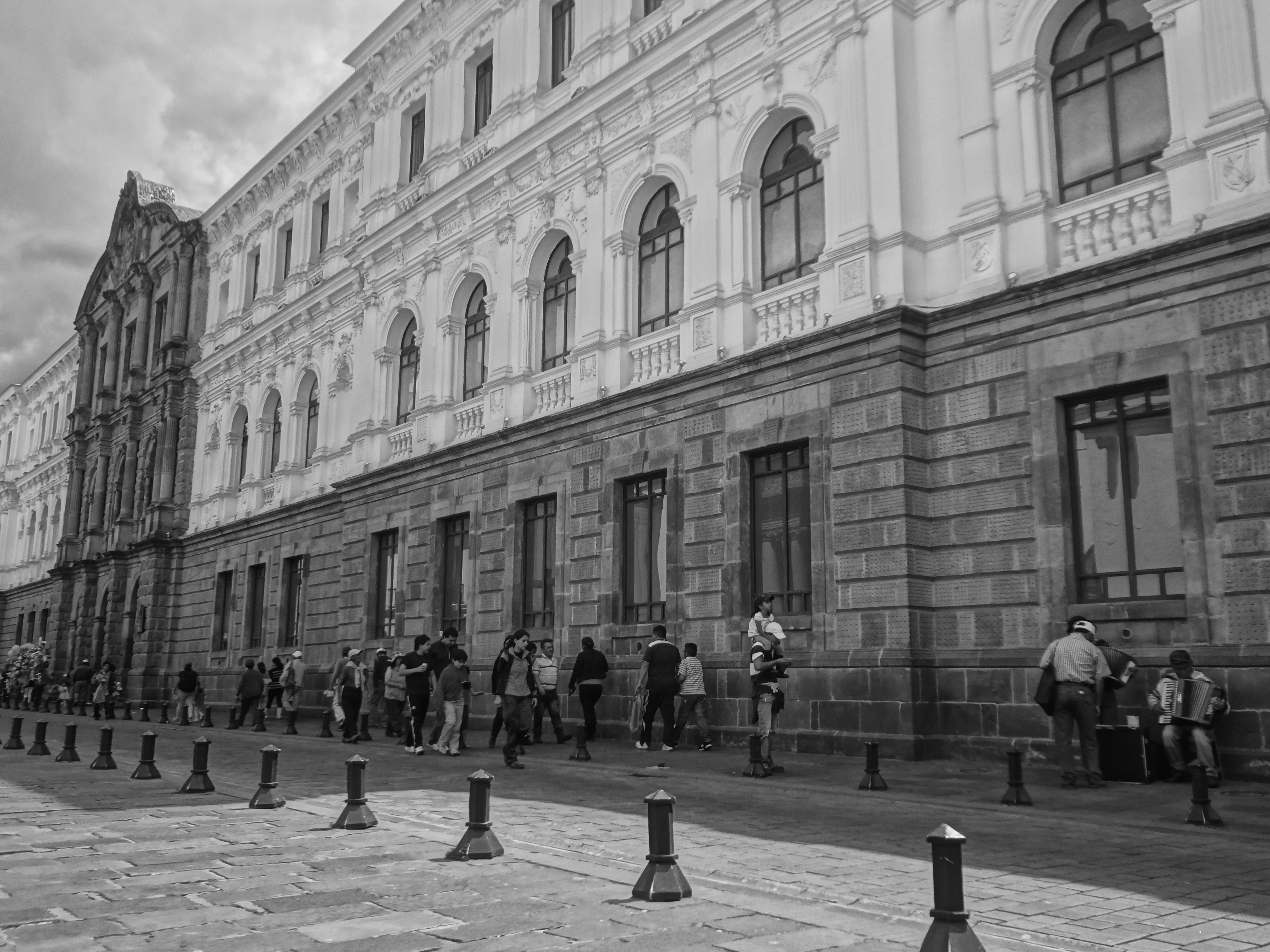
مرکز فرهنگی متروپولیتن

مرکز فرهنگی متروپولیتن (کلانشهر) یک مؤسسه فرهنگی مستقر در کیتو، اکوادور است. در سال ۱۹۹۷ در ساختمانی که قدمت آن به سال ۱۶۲۲ میلادی می‌رسد، تأسیس شد.
این بنا متعلق به دوران استعمار است، اما نمای آن در قرن بیستم بازسازی شد. اولین دانشگاه مرکزی شهر در این ساختمان بود. این بنا همچنین زندانی بود که مقامات اسپانیایی شورشیان را در طول جنگ استقلال اکوادور در آن اعدام کردند.